# Tillandsia micans
Tillandsia micans är en gräsväxtart som beskrevs av Lyman Bradford Smith. Tillandsia micans ingår i släktet Tillandsia och familjen Bromeliaceae. Inga underarter finns listade i Catalogue of Life.